# 邦切斯特芝士
邦切斯特起司（Bonchester）產自蘇格蘭，是少數有資格能夠進入歐盟為食品設立的原產地名稱保護的英國起司之一。邦切斯特起司小巧呈圓盤狀，外殼呈白色，上面有一些小班點，起司肉則為淡黃色。邦切斯特起司的味道像牛油及煉奶，有一種甜膩的感覺。